# Изамбер, Гюстав
Гюстав Оноре Франсуа Изамбер (фр. Gustave Honoré François Isambert; 1841—1902) — французский журналист, публицист и политик.

## Биография
Гюстав Изамбер родился 20 октября 1841 года в городке Сен-Дени-ле-Пон. 
Был другом Леона Мишеля Гамбетты; в последние годы Второй Империи выступил публицистом, решительно враждебным императору французов Наполеону III.

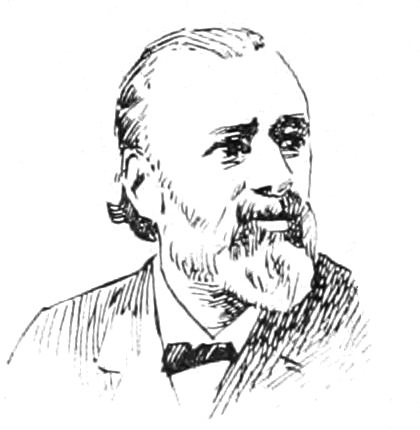
Гюстав Изамбер

После падения Империи исполнял различные поручения правительства национальной обороны; в 1872 году стал одним из основателей газеты «République française», которую долгое время сам и возглавлял. 
Не вступая в палату, он был деятельным членом основанной Гамбеттой партии Республиканского союза. После смерти Гамбетты он не примкнул к правым силам, как большинство друзей Гамбетты, а сохранил верность радикальной программе первых лет деятельности Гамбетты и, вместе с тем, остался довольно одиноким в политической жизни. 
Только в 1889 году Гюстав Оноре Франсуа Изамбер был выбран в палату депутатов и потом переизбирался в 1893 и 1898 годах. В палате он с несколькими друзьями представлял обособленную группу, именовавшуюся «Прогрессистский Союз» (не смешивать с прогрессивной партией Мелина); он ратовал постоянно за подоходный налог, за реформу налогов на напитки в видах облегчения мелких сельских хозяев. 
С 1896 по 1898 год был вице-президентом палаты; после обновления палаты в 1898 году был одним из кандидатов на тот же пост, но должность на этот раз не получил. После этого он как-то незаметно сходит со сцены и в 1902 году даже не выставлял своей кандидатуры в палату. 14 апреля того же года Гюстав Оноре Франсуа Изамбер скончался в родном городе.
Он много писал в журналах и газетах по вопросам политики, литературы и истории; отдельно в 1896 году в Париже вышла его историческая работа под заглавием «La vie à Paris pendant une année de la Révolution. 1791—1792», которую В. В. Водовозов назвал «очень ценной».